# Панамериканский чемпионат по дзюдо 1990
Панамериканский чемпионат по дзюдо 1990 года прошёл 15-20 октября в столице Венесуэлы Каракасе под эгидой Панамериканского союза дзюдо. Чемпионат был 18-м по счёту. Как и на предыдущем чемпионате, успешнее других выступили представители сборной Кубы, на счету которых было 15 завоёванных наград: 9 золотых, 4 серебряных и 2 бронзовых. Всего наград удостоились представители 9 стран.

## Медалисты

### Мужчины
| Категория   | Золото                       | Серебро                    | Бронза                                                |
| ----------- | ---------------------------- | -------------------------- | ----------------------------------------------------- |
| до 56 кг    | Уиллис Гарсиа · Венесуэла    | Сумио Цуимото · Бразилия   | Леандро Эрнандес · Куба Карлос Трионе · Аргентина     |
| до 60 кг    | Исраэль Планас · Куба        | Рохер Дюран · Венесуэла    | Джон Мацуока · США Таро Тан · Канада                  |
| до 65 кг    | Жан-Пьер Кантин · Канада     | Пабло Манрике · Куба       | Алекс Луго · Венесуэла Джеймс Педро · США             |
| до 71 кг    | Серхио Оливейра · Бразилия   | Исмаэль Лупутей · Куба     | Джон Хобалес · США Эдгардо Антинори · Аргентина       |
| до 78 кг    | Эзекиел Парагуасу · Бразилия | Ричард Рилей · США         | Федерико Визкарра · Мексика Гастон Гарсиа · Аргентина |
| до 86 кг    | Николас Жиль · Канада        | Чарльз Гриффит · Венесуэла | Сандро Лопес · Аргентина Хорхе Боннет · Пуэрто-Рико   |
| до 95 кг    | Белармино Сальгадо · Куба    | Хорхе Варди · Аргентина    | Лео Уайт · США Хавьер Пина · Мексика                  |
| свыше 95 кг | Франк Гарсиа · Куба          | Том Гринвэй · Канада       | Виктор Друбе · Аргентина Джеймс Бэкон · США           |

### Женщины
| Категория            | Золото                    | Серебро                                   | Бронза                                                           |
| -------------------- | ------------------------- | ----------------------------------------- | ---------------------------------------------------------------- |
| до 45 кг             | Мабел Рамирес · Куба      | Тереза Бенитес · Доминиканская Республика | Дэнис Видал · США Келии Силва · Венесуэла                        |
| до 48 кг             | Легна Вердесия · Куба     | Валери Готей · США                        | Бриджит Ластрейд · Канада Элизабет Монтелеоне · Аргентина        |
| до 52 кг             | Марица Карденас · Куба    | Мишель Бэкингем · Канада                  | Каролина Мариани · Аргентина Патриция Бевилаква · Бразилия       |
| до 56 кг             | Паскаль Мэйнвиль · Канада | Кения Родригес · Куба                     | Алтаграция · Доминиканская Республика Кари Габриэль · США        |
| до 61 кг             | Илеана Зулуэта · Куба     | Сиомара Гриффит · Венесуэла               | Тамми Паттерсон · Канада Лин Роэтке · США                        |
| до 66 кг             | Одалис Реве · Куба        | Грэйс Дживиден · США                      | Францис Гомес · Венесуэла Дульче Пина · Доминиканская Республика |
| до 72 кг             | Дайана Бриджес · США      | Нюрка Морено · Куба                       | Элизабет Сэйер · Канада Сорая Андрэ · Бразилия                   |
| свыше 72 кг          | Эстела Виллануэва · Куба  | Джейн Паттерсон · Канада                  | Эдилене Андраде · Бразилия Эмма Салазар · Венесуэла              |
| Абсолютная категория | Хельди Бауэрзакс · США    | Эллисон Хенри · Венесуэла                 | Регла Повеа · Куба Сара Рильвес · Канада                         |

## Медальный зачёт
*   Принимающая страна (Венесуэла)
| Место          | Страна                   | Золото | Серебро | Бронза | Всего |
| -------------- | ------------------------ | ------ | ------- | ------ | ----- |
| 1              | Куба                     | 9      | 4       | 2      | 15    |
| 2              | Канада                   | 3      | 3       | 5      | 11    |
| 3              | США                      | 2      | 3       | 8      | 13    |
| 4              | Бразилия                 | 2      | 1       | 3      | 6     |
| 5              | Венесуэла*               | 1      | 4       | 4      | 9     |
| 6              | Аргентина                | 0      | 1       | 7      | 8     |
| 7              | Доминиканская Республика | 0      | 1       | 2      | 3     |
| 8              | Мексика                  | 0      | 0       | 2      | 2     |
| 9              | Пуэрто-Рико              | 0      | 0       | 1      | 1     |
| Всего стран: 9 | Всего стран: 9           | 17     | 17      | 34     | 68    |